# Илюха (рассказ)
«Илюха» ― рассказ русского советского писателя Михаила Александровича Шолохова, написанный в 1925 году.

## Публикации
Впервые рассказ «Илюха» опубликован в газете «Молодой ленинец», № 57, 10 марта 1925 года; № 58, 11 марта. Входил рассказ в авторский сборник «Лазоревая степь» (1926).

## Сюжет
В основу сюжета произведения легла история о костромском крестьянском парне Илюхе, сбежавшем от навязанной ему в невесты дочери местного лавочника в Москву. Возвращаясь ночью с работы, он спасает от пьяного хулигана незнакомую девушку, за что та учит его грамоте. Илюха и комсомолка Анна Бодрухина становятся друзьями. Однако когда герой объясняется девушке в любви, выясняется, что она замужем и на днях уезжает к мужу в Иваново-Вознесенск. Переболев «любовной болячкой», Илюха, к тому времени уже комсомолец, возвращается к повседневной жизни. Вновь встретившись с Анной, он признаётся самому себе: «...от близости красной повязки уже не кружилась голова».

## Прототипы
Рассказ «Илюха» «отчасти автобиографичный», прототипом Илюхи стал сам Михаил Александрович Шолохов. Место действия рассказа в Москве указывает на присущие ему черты автобиографизма. Герой живёт на Плющихе, район которой самому М.А. Шолохову был известен с 1914 года. Здесь в Долгом переулке (д. 20) будущий писатель снимал комнату в квартире преподавателя приготовительных классов А.П. Ермолова в пору учёбы в расположенной неподалёку гимназии им. Г. Шелапутина (1914―1916). В квартире Ермолова А.П. М.А. Шолохов останавливался также осенью 1922 года и во 2-й половине 1923 года. О случае в жизни молодого М.А. Шолохова, аналогичном тому, что послужила завязкой к действию рассказа, написал в своих воспоминаниях прозаик П.А. Сажин:
Ничем внешне не обнаруживалось, что это великий писатель. Единственное, что его отличало, это собранность, воля, настойчивость, смелость. Однажды какой-то человек оскорбил на трамвайной остановке женщину, так он тут же дал ему затрещину, хотя сам был роста не большого. Но крепкий.

## О рассказе
Рассказ написан «как своеобразный протест против пошлой свободы в любви»:
Характерен самый выбор героя Шолоховым ― не из столичной молодёжи, а из глухой, «медвежьей» деревни, неграмотный костромской крестьянский парень, не развращённый  «цивилизацией» рынка, рекламой и бульварной литературой. Замечательно и целомудренное описание автором отношений между полами.
Опубликованное произведение осталось почти не замеченным критикой, однако контекст его достаточно широк, что связано с обсуждением в публицистике и беллетристике 1920-х годов вопросов семьи и взаимоотношения полов. Рассказ Шолохова по-своему открывал тему борьбы за новый быт в молодёжной рабфаковской и студенческой среде, получившую развитие в таких произведениях, как «Без черёмухи» П.С. Романова, «Луна с правой стороны» С.И. Малашкина, «Собачий переулок» Л.И. Гумилевского и другие.